# Brainville-sur-Meuse
Brainville-sur-Meuse település Franciaországban, Haute-Marne megyében. Lakosainak száma 69 fő (2022. január 1.). Brainville-sur-Meuse Graffigny-Chemin, Hâcourt, Malaincourt-sur-Meuse, Bourg-Sainte-Marie és Bourmont entre Meuse et Mouzon községekkel határos.

## Népesség
A település népességének változása:
| Lakosok száma | 165  | 125  | 108  | 81   | 85   | 83   | 78   | 75   | 72   | 69   |
|               | 1968 | 1982 | 1990 | 2006 | 2013 | 2015 | 2017 | 2019 | 2020 | 2022 |